# Anna Swenonis
Anna Swenonis   (segle XV - 1527 (Gregorià)) va ser una il·luminadora de manuscrits sueca. Va ser monja de l'ordre Bridgettine en l'abadia de Vadstena des de 1478, a més de priora durant un temps.

## Obra
Anna Swenonis va ser acreditada com l'autora dels manuscrits coneguts com a AM 422 i Ups C 475. Fou l'artista del manuscrit il·luminat conegut com una còpia del Llibre d'oracions de Ingegerd Ambjörnsdotter de 1501 a 1527. Aquest llibre d'oracions es conserva en Biblioteca Nacional de Suècia d'Estocolm. Entre altres coses està decorat amb una imatge de la Mare de Déu en un estil que recorda als quadres de la Sala Capitular del monestir de Vadstena.